# Гражданска култура
Гражданската култура е теория, която търси причините за демократичната стабилност в отношението на гражданите към демокрацията и демократичните процедури и институции. Формулирана е в началото на 60-те години на 20 век в книгата Гражданската култура на американските учени Гейбриъл Алмънд и Сидни Верба, представляваща сравнително изследване на отношението към демокрацията в Англия, Германия, Италия, САЩ и Мексико. Изследването се стреми да обясни връзката на различните типове отношение към демокрацията с историческото развитие на политическа стабилност в разглежданите страни. Според тази теория за ефективното функциониране на демокрацията е необходимо правителството да управлява с участието на гражданите в политическия процес, т.е. нужно е съгласуване на действията на политическите лидери с активната ангажираност на гражданите.
Изводите от изследването предполагат, че политическата култура, която благоприятства демокрацията, трябва да бъде смесена – в нея трябва да бъдат балансирани и съчетани активност, пасивност, задължение, съгласие и противоречия. Гражданите не винаги биха се включили напълно в политическия процес, те запазват определен „граждански резерв“ от умения и желание за ангажираност, които да отдадат само за определени проблеми, важни за тях. Така те балансират между активността и пасивността и по този начин упълномощават лидерите да управляват и да отговарят на техните нужди. Повечето граждани разбират моралния дълг да се включат в политическия процес, убедени са във възможността да участват в управлението, но действията, които предприемат за това, са избирателни. Друга характеристика на гражданската култура е балансът между съгласието и противоречията. Политическите несъгласия са естествена част от отворените демократични системи. Но в стабилните демокрации националната лоялност и подкрепата за политическата система изобщо ограничават и удържат тези противоречия.
 : Статията се основава на или съдържа материал от Краткия политически речник на термините на Българското училище за политика.